# Троен член
Тройното членуване (троен член, тройна членна форма) е начин за изразяване на категорията определеност в българския език. За разлика от единичния член, тройният член изразява триделно пространство – за обща определеност; за близка определеност, за означаване на определени предмети, които са близко до говорещото лице; и за далечна определеност, за означаване на неща, които са далече от говорещото лице. Разпространен е в Централните Родопи, в Трънско и в говорите западно от Вардар.
Членът за обща определеност произхожда от старобългарското местоимение , , , от което произлиза и членът в българския книжовен език. Членът за далечна определеност – от местоимението , , . Членовете за близка определеност са два типа – един произхождащ от местоимението , ,  и един от местоимението , , .
В македонската писмена норма тройният член е кодифициран:
- Обща определеност – човекот, жената, детето
- Близка определеност – човеков, женава, детево
- Далечна определеност – човекон, женана, детено

С тройния член често пъти върви и тройно показателно местоимение. Тройни показателни системи са характерни за родопските говори, както и за битолския, охридския, стружкия и вевчанско-радожденския говор.

## Български говори с троен член

### Говори с член за близост отсь, си, се
|                      | Мъжки род | Женски род | Среден род | Множествено число |
| -------------------- | --------- | ---------- | ---------- | ----------------- |
| Обща определеност    | -ồт       | -та        | -то        | -тê               |
| Близка определеност  | -ồс       | -са        | -со        | -сê               |
| Далечна определеност | -ồн       | -на        | -но        | -нê               |

Примери: èлạ ми зèми душồсạ, сèнни нạ стòлạс, дạ му дàм с мòисê рồки, жèнскисê дềца сạ по-ỳбави, ше ѝде нạ ливàдạнạ.
|                      | Мъжки род | Женски род | Среден род | Множествено число |
| -------------------- | --------- | ---------- | ---------- | ----------------- |
| Обща определеност    | -ът       | -та        | -то        | -тê               |
| Близка определеност  | -ъс       | -са        | -сọ        | -сê               |
| Далечна определеност | -ън       | -на        | -нọ        | -нê               |

Примери: рạкъ̀сạ мạ бọлѝ, тỳрил ф џèбạн пạрѝте, къ̀штạтạ дọ цъ̀рквạнạ, на млàдọнọ врềме, ше гọ к’ѝчạт овèнън с к’ѝтк’и нạ рòгọвенê.

### Говори с член за близост отовъ, ова, ово
|                      | Мъжки род | Женски род | Среден род | Множествено число |
| -------------------- | --------- | ---------- | ---------- | ----------------- |
| Обща определеност    | -ът       | -та        | -та        | -те, -та          |
| Близка определеност  | -ъв       | -ва        | -во        | -ве, -ва          |
| Далечна определеност | -ън       | -на        | -но        | -не, -на          |

Примери: мỳжът, женàта, детèто, мужйèте, женèте, децàта; мỳжъв, женàва, детèво, мужйèве, женèве, децàва; мỳжън, женàна, детèно, мужйèне, женèне, децàна; кòн’ът побèже, женàта отидè, испѝл водỳту; донèси винò у шишèво, кòн’ъв ме въ̀рл’и, опѝнъкъв ме стèга, женàва йе бòлна, женỳву вòдете на дòктор; мужèне су билѝ на дървà, ѝжана със църнèте черемѝде йе нàша, селòно тèше да отнесè водà.
Към края на XX век членните форми -ъв и -ън се употребяват по-рядко.
|                      | Мъжки род | Женски род | Среден род | Множествено число |
| -------------------- | --------- | ---------- | ---------- | ----------------- |
| Обща определеност    | -от       | -та        | -то        |                   |
| Близка определеност  | -ов       | -ва        | -во        |                   |
| Далечна определеност | -он       | -на        | -но        |                   |

Примери: снòпов, жèнава, дèтево; рѝдон, плàнинана, др̥̀воно; òџакот, кỳк’ата, кỳчето.
|                      | Мъжки род | Женски род | Среден род | Множествено число |
| -------------------- | --------- | ---------- | ---------- | ----------------- |
| Обща определеност    | -от       | -та        | -то        |                   |
| Близка определеност  | -ов       | -ва        | -во        |                   |
| Далечна определеност | -он       | -на        | -но        |                   |

Примери: дèтето, дèтево, дèтено; жèната, жèнава, жàнана.
|                      | Мъжки род | Женски род | Среден род | Множествено число |
| -------------------- | --------- | ---------- | ---------- | ----------------- |
| Обща определеност    | -от       | -та        | -то        |                   |
| Близка определеност  | -ов       | -ва        | -во        |                   |
| Далечна определеност | -он       | -на        | -но        |                   |

Примери: грàдот, грàдо, двòрот, двòро, пòпот, пòпо, чòекот, чòеко—грàдоф, двòроф, чòекоф – грàдон, двòрон, чòекон. Срв. Крàвата йа прòдадоф. Дèтето си òтиде. Кошỳлава се искѝнала. Кòйнон нè‿паси. Дèтето ке пàдне.
Основната характеристика, по която се отделят мариовският и тиквешкият говор от битолския, велешкия и прилепския е липсата в първите два на тройно членуване.
|                      | Мъжки род | Женски род | Среден род | Множествено число |
| -------------------- | --------- | ---------- | ---------- | ----------------- |
| Обща определеност    | -от       | -та        | -то        |                   |
| Близка определеност  | -ов       | -ва        | -во        |                   |
| Далечна определеност | -он       | -на        | -но        |                   |

Примери: дèтево, годѝнава, дèтено, годѝнана, дèтето, годѝната.
Тройна показателна система: òвай (òвой, вой), òнай (òной, ной), той.
|                      | Мъжки род | Женски род | Среден род | Множествено число |
| -------------------- | --------- | ---------- | ---------- | ----------------- |
| Обща определеност    | -от       | -та        | -то        |                   |
| Близка определеност  | -оф       | -ва        | -во        |                   |
| Далечна определеност | -он       | -на        | -но        |                   |

Примери: чòвекоф шо стòит дò‿мене; жèнава ми йе пòзната; дèтево ми зàспало како йàгне; жѝтото го дôнесоф òт‿Прилеп; пèтелон цр̥̀вен к’а го кòлем; чи йе кòнот шо го вòдиш? Пỳшчи йа крàвата да пàсет.
|                      | Мъжки род | Женски род | Среден род | Множествено число |
| -------------------- | --------- | ---------- | ---------- | ----------------- |
| Обща определеност    | -от       | -та        | -то        |                   |
| Близка определеност  | -ов       | -ва        | -во        |                   |
| Далечна определеност | -он       | -на        | -но        |                   |

Примери: лèбот, лèбов, лèбон.
Тройно показателно местоимение: овой, оной, той.
|                      | Мъжки род | Женски род | Среден род | Множествено число |
| -------------------- | --------- | ---------- | ---------- | ----------------- |
| Обща определеност    | -от       | -та        | -то        |                   |
| Близка определеност  | -оф       | -ва        | -во        |                   |
| Далечна определеност | -он       | -на        | -но        |                   |

Примери: лèбоф, лèбот, лèбон; дèтево, дèтето, дèтено.
|                      | Мъжки род | Женски род | Среден род | Множествено число |
| -------------------- | --------- | ---------- | ---------- | ----------------- |
| Обща определеност    | -о        | -та        | -то        |                   |
| Близка определеност  | -ов       | -ва        | -во        |                   |
| Далечна определеност | -он       | -на        | -но        |                   |

Примери: кòно, кръ̀нго, въ̀лко, чòйако.
Има тройно членуване, но в мъжки род се губи -т от членното окончание -от. Отслабена е употребата на членни окончания -ов, -он в южните райони.